# Reinhardsbrunn
Reinhardsbrunn – zamek z 1. poł. XIX w., na północnej krawędzi Lasu Turyńskiego, obecnie część miasta Friedrichroda w Niemczech (kraj związkowy Turyngia, powiat Gotha). Wzniesiony na miejscu dawnego klasztoru benedyktynów z 1085 roku blisko związanego z władcami Turyngii z rodu Ludowingów.

## Historia
Klasztor został założony w 1085 roku za sprawą turyńskiego hrabiego Ludwika Skoczka. Według legendy fundacja miała być zadośćuczynieniem Ludwika i jego żony Adelajdy za zamordowanie przez Ludwika pierwszego męża Adelajdy, palatyna saskiego Fryderyka z Goseck (aby umożliwić sobie poślubienie wdowy po nim). Lokalizacja została wybrana z uwagi na bliskość do siedziby rodowej Ludwika, górującego nad Friedrichsrodą zamku Schauenburg. Hrabia sprowadził tu zakonników benedyktyńskich z klasztoru Hirsau i zapewnił mu podporządkowanie bezpośrednio papieżowi. Odtąd klasztor stanowił nekropolię panującego w Turyngii od XI do XIII wieku rodu Ludowingów. Sam fundator zmarł tam jako mnich w 1123 roku. 
Klasztor pełnił nie tylko funkcję nekropolii książęcej, ale także był blisko związany z dworem Ludowingw na co dzień. W klasztorze praktykowano m.in. fałszowanie dokumentów, które miały być podporą roszczeń przedstawicieli rodu do kolejnych ziem w okolicy. Stał się też centrum historiografii rodowej – tu powstały dzieła historyczne, których kompilację stanowi tzw. Kronika Reinhardsbruńska z XIV w. W 1184 roku dzięki staraniom Ludwika III opaci z Reinhardsbrunn otrzymali prawo noszenia mitry. 
Gdy w 1247 roku zmarł ostatni męski przedstawiciel Ludowingów, Reinhardsbrunn wraz z Turyngią, po długiej wojnie, dostał się pod panowanie Wettinów. Znaczenie klasztoru spadło. Kolejnym ciosem był pożar, który strawił klasztor w 1292 roku. Co prawda założenie zostało odbudowane, nigdy jednak nie odzyskało znaczenia z czasów Ludowingów. W 1525 roku podczas wojny chłopskiej klasztor został splądrowany i zniszczony. 
Klasztor został wówczas skasowany, a jego dobra przejęte przez książąt saskich; zabudowania zaczęto przebudowywać w celu pełnienia funkcji świeckich. Po przejęciu tutejszych dóbr przez książąt koburskich Ernest I wykorzystując stare zabudowania, zarówno klasztorne, jak i późniejsze, w latach 1827–1835 zbudował tu negototycki zamek letni. Obok niego powstała nowa kaplica, a także park krajobrazowy w stylu angielskim. Tu po raz pierwszy brytyjska królowa Wiktoria spotkała swego przyszłego małżonka, Alberta. Po 1918 roku kompleks pełnił różne funkcje. Został odrestaurowany podczas adaptacji na hotel w latach 60. XX wieku.
Oprócz murów klasztornych do dziś znajdujących się w substancji zabudowań zamkowych, liczne zabytki dawnego klasztoru (m.in. fragmenty dekoracji późnoromańskich i gotyckich), znajdują się obecnie w muzeum okręgowym w Gocie. Szczególnie cenne są płyty nagrobne od 1952 roku znajdujące się w Eisenach – pochodzą z pierwszej połowy XIV w. i w większości są płytami nagrobnymi władców turyńskich z rodu Ludowingów i ich małżonek.

## Galeria

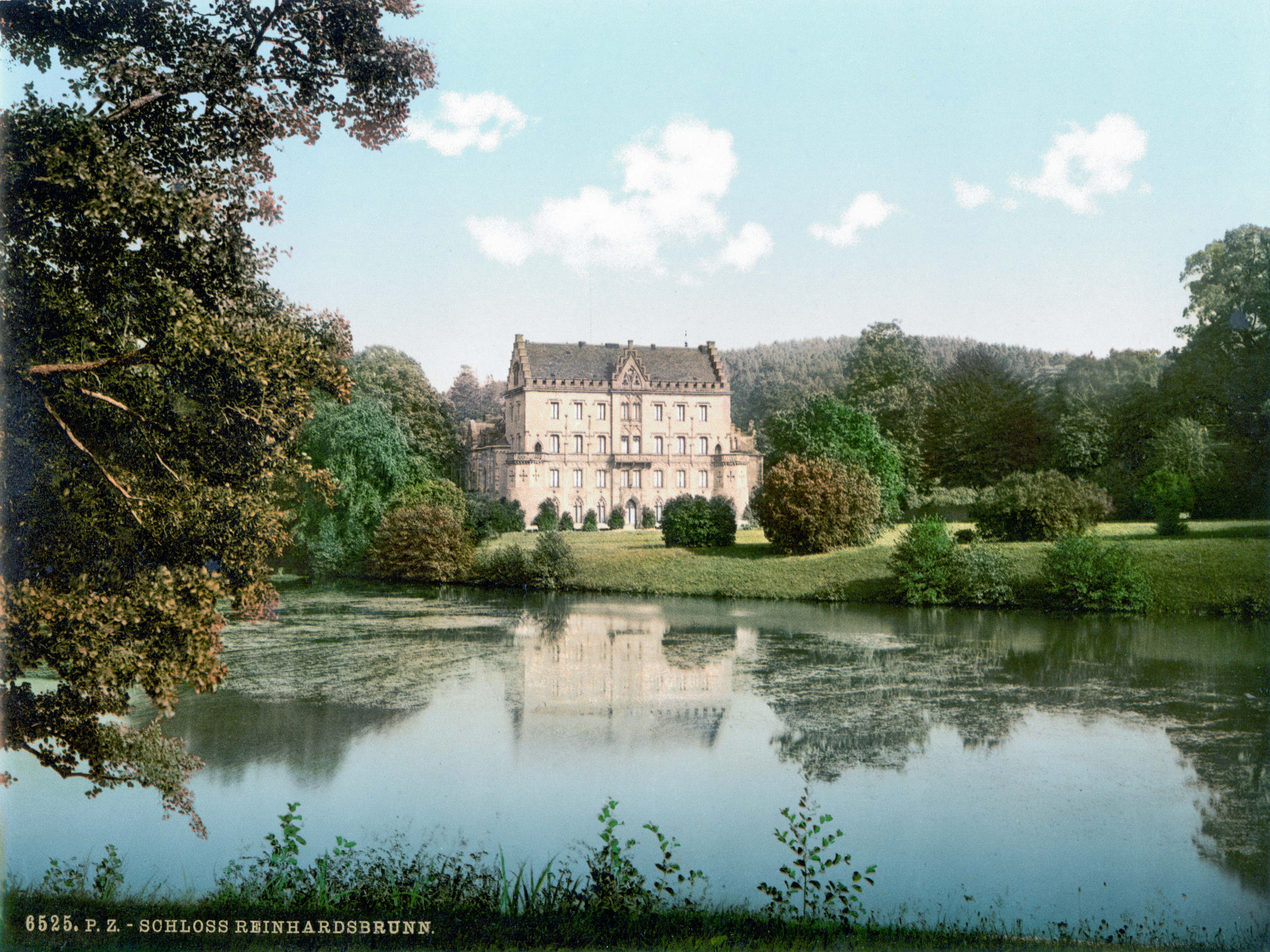
Zamek w 1900
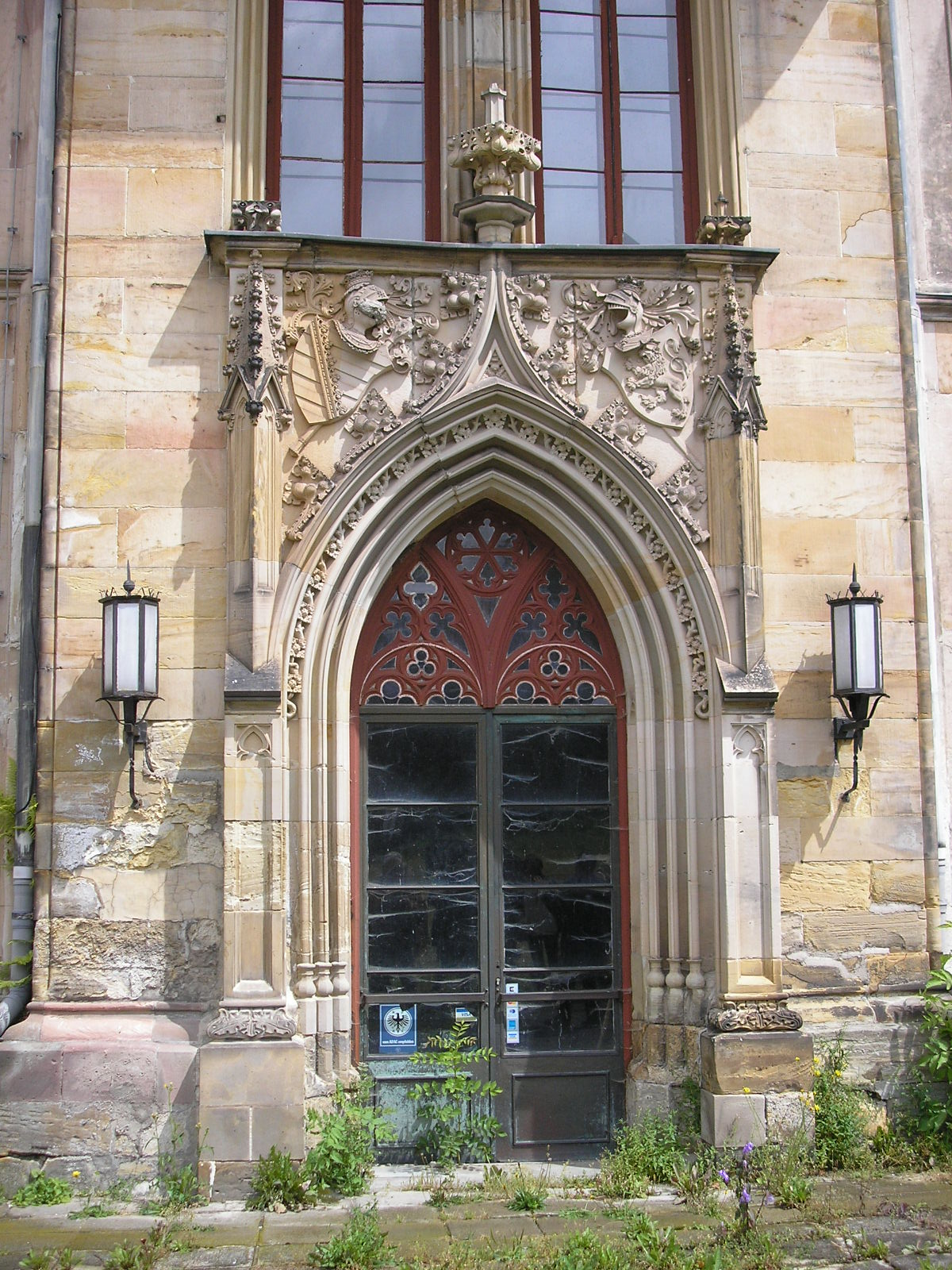
Portal zamkowy
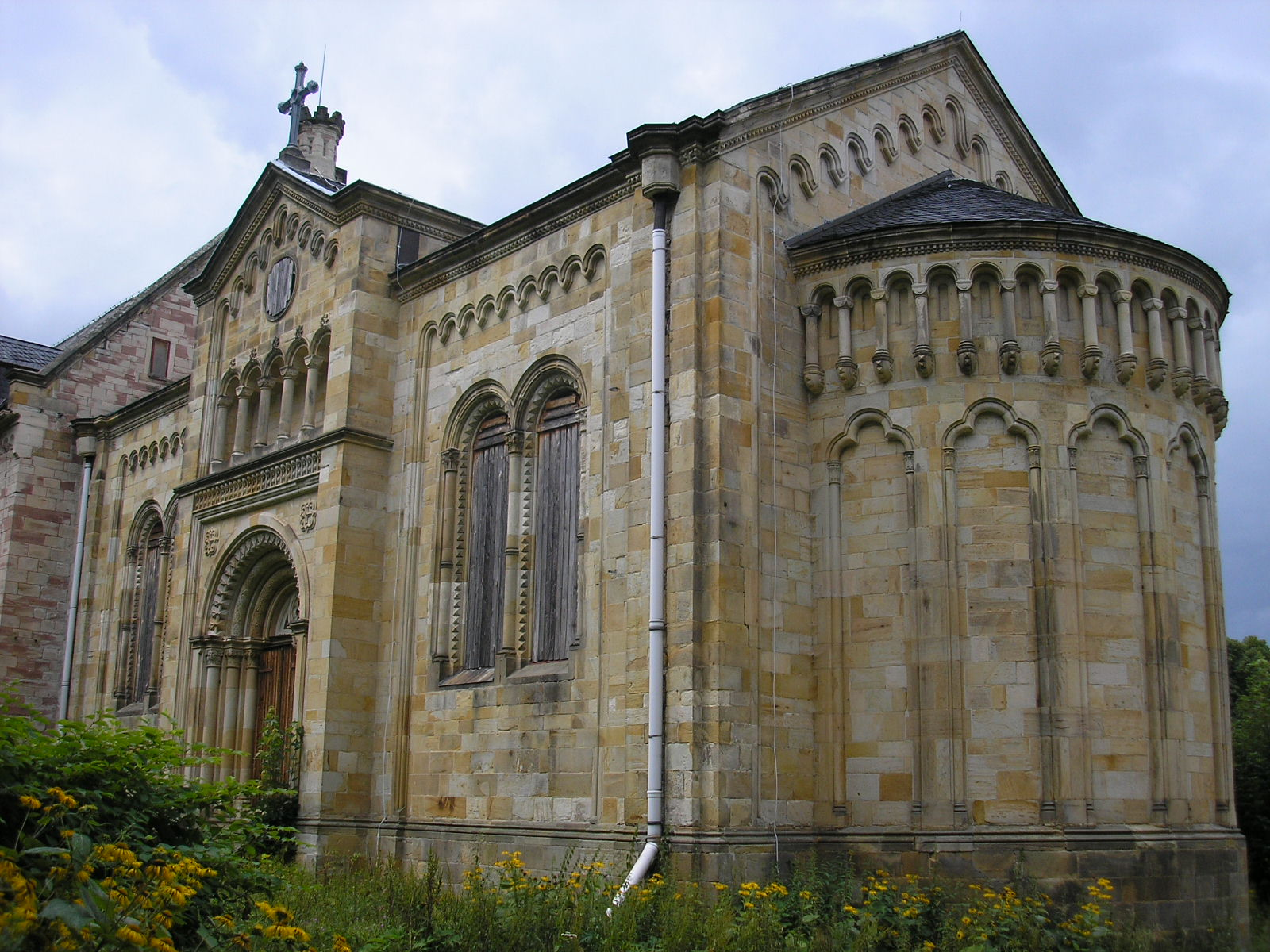
Kaplica zamkowa
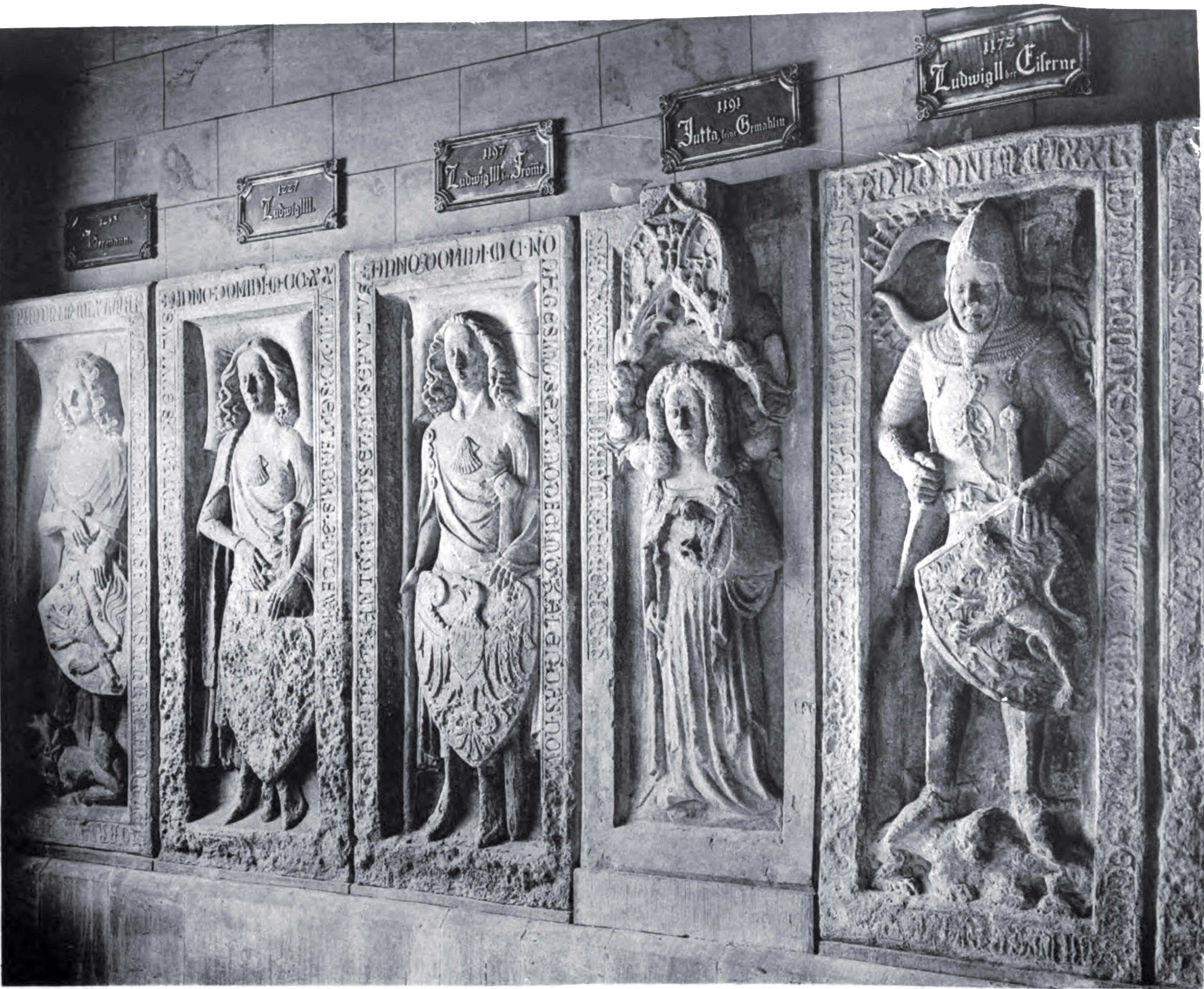
Płyty nagrobne książąt turyńskich, 1891
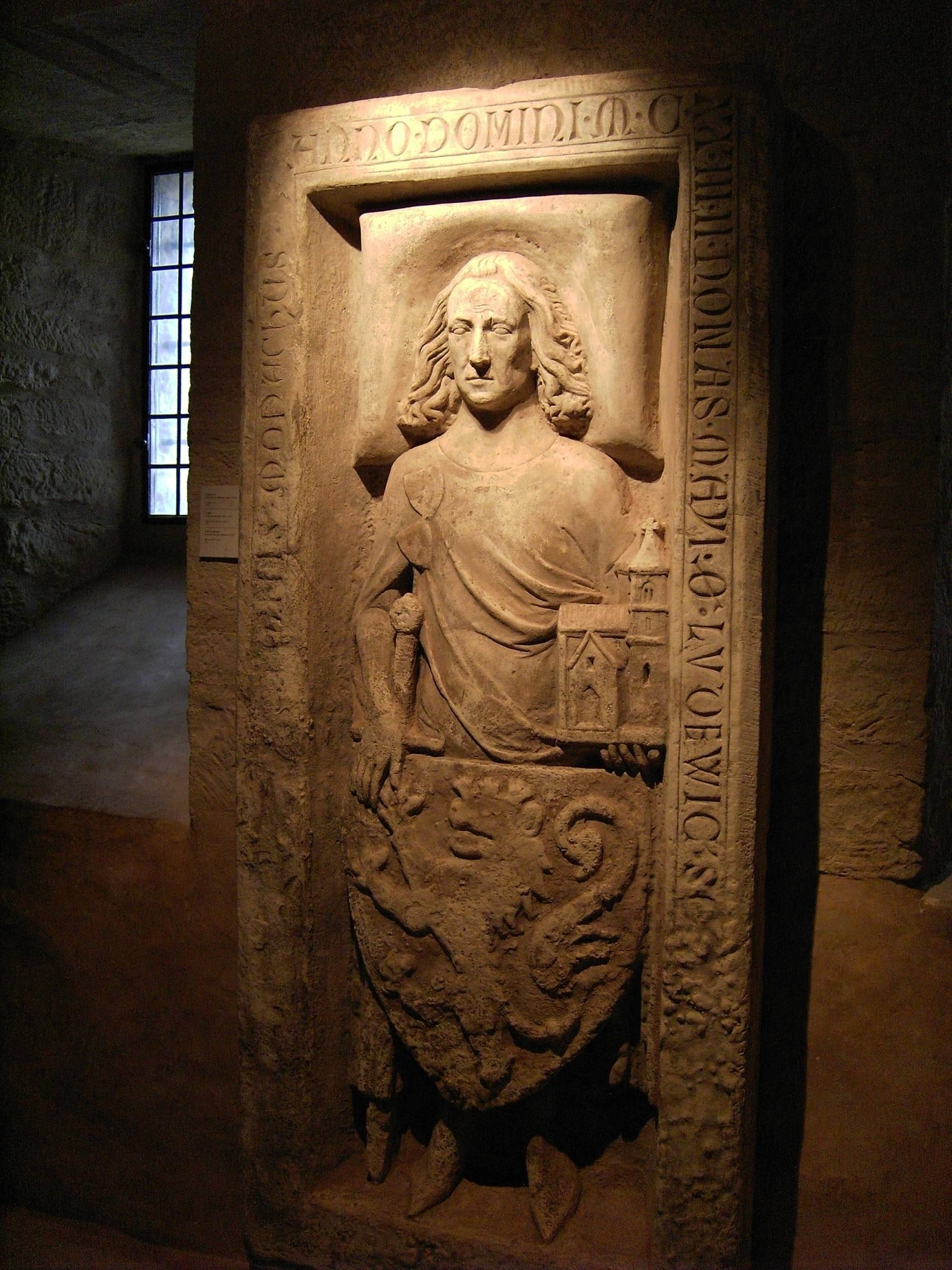
Płyta nagrobna Ludwika Skoczka (obecnie w Eisenach)